# USS Litchfield (DD-336)
USS Litchfield (DD-336/AG-95) là một tàu khu trục lớp Clemson được Hải quân Hoa Kỳ chế tạo vào cuối Chiến tranh Thế giới thứ nhất. Nó là chiếc tàu chiến duy nhất của Hải quân Hoa Kỳ được đặt theo tên John Litchfield (1899-1918), một dược tá Hải quân Hoa Kỳ phục vụ cùng Thủy quân Lục chiến đã tử trận tại Pháp năm 1918. Litchfield tiếp tục phục vụ trong Chiến tranh Thế giới thứ hai cho đến khi được cho ngừng hoạt động vào năm 1944 và bị tháo dỡ năm 1946.

## Thiết kế và chế tạo
Litchfield được đặt lườn vào ngày 15 tháng 1 năm 1919 tại Xưởng hải quân Mare Island ở Vallejo, California. Nó được hạ thủy vào ngày 12 tháng 8 năm 1919, được đỡ đầu bởi bà Martha D. Litchfield, mẹ của John Litchfield, và được đưa ra hoạt động vào ngày 12 tháng 5 năm 1920 dưới quyền chỉ huy của Hạm trưởng, Thiếu tá Hải quân J. F. McClain.

## Lịch sử hoạt động
Litchfield lên đường đi Bremerton, Washington trong chuyến đi chạy thử máy; nhưng lượt phục vụ của nó tại vùng bờ Tây ngắn ngủi. Vào cuối năm 1921, nó rời San Diego, California và đi đến Charleston, South Carolina. Sau cuộc tập trận hạm đội hàng năm, nó lên đường đi để gia nhập Đội khu trục 39, và làm nhiệm vụ tại khu vực Đông Địa Trung Hải, đi đến Constantinople vào ngày 28 tháng 6 năm 1922. Đội khu trục phục vụ dưới quyền chỉ huy trực tiếp của Chuẩn đô đốc Mark L. Bristol, Cao ủy Hoa Kỳ tại Thổ Nhĩ Kỳ. Các cao ủy Đồng Minh đang nỗ lực chấm dứt cuộc xung đột giữa các đồng minh cũ Đức và Hy Lạp. Chiếc tàu khu trục đã phục vụ cho các hoạt động nhân đạo, góp phần vào việc di tản 262.000 người tị nạn Hy Lạp và Armenia khỏi Smyrna, Thổ Nhĩ Kỳ vào ngày 13 tháng 9. Nó cũng trợ giúp các cơ quan cứu trợ dân sự trong việc trợ giúp nạn nhân của nạn đói và chiến tranh.
Trong mùa Thu tiếp theo, Litchfield quay trở về Hoa Kỳ mang theo di hài của George Dilboy, vị anh hùng trong Thế Chiến I để cải táng tại Hoa Kỳ. Chiếc tàu khu trục đi vào Xưởng hải quân New York vào ngày 30 tháng 10 năm 1923 để đại tu, rồi gia nhập Hải đội Khu trục 12 đặt căn cứ tại San Diego vào ngày 24 tháng 5 năm 1924. Nó được tưởng thưởng do thành tích thi đua tác xạ tầm gần trong các cuộc cơ động và thực hành chiến thuật cùng Hạm đội Chiến trận trong tháng 10. Các hoạt động huấn luyện và thực hành hàng năm được tiếp nối trong năm 1925, bổ sung thêm một chuyến đi đến Australia và New Zealand. Vào ngày 4 tháng 6 năm 1927, nó tham gia cuộc Duyệt binh Hạm đội Tổng thống đầu tiên ngoài khơi Newport, Rhode Island. Sau khi quay trở về khu vực Thái Bình Dương, nó trải qua hầu hết tháng 7 hoạt động ngoài khơi bờ biển Nicaragua vốn đang chịu những bất ổn chính trị. Nó sống sót qua đợt cắt giảm tải trọng hải quân quy định bởi Hiệp ước Hải quân London năm 1930 cũng như sự cắt giảm chi phí quốc phòng trong những năm sau cuộc Đại suy thoái.
Vào tháng 4 năm 1937, trong thành phần Hạm đội Chiến trận, Litchfield chuyển căn cứ hoạt động thường xuyên của nó từ vùng bờ Tây đấn Trân Châu Cảng. Vào ngày 20 tháng 5, nó trở thành soái hạm của Hải đội Tàu ngầm 4 thuộc Lực lượng Tàu ngầm Trân Châu Cảng, và tiếp tục hoạt động huấn luyện khẩn trương cùng các tàu ngầm khi chiến tranh đang đến gần. Nó cùng tàu ngầm Thresher (SS-200) rời căn cứ vào ngày 6 tháng 12 năm 1941, và quay trở về vào ngày 9 tháng 12, chứng kiến sự phá hoại nặng nề do cuộc tấn công của Hải quân Nhật vào ngày 7 tháng 12.
Trong chiến tranh, Litchfield hoạt động chủ yếu của là hộ tống các tàu ngầm Hoa Kỳ đi và về từ cảng, và tuần tra chống tàu ngầm ở các lối ra vào Trân Châu Cảng. Nhiều lần nó đã tấn công bằng mìn sâu vào các tín hiệu thu được, nhưng không thể xác nhận chiến công nào, cho đến ngày 6 tháng 11 năm 1943, khi nó quay về Xưởng hải quân Puget Sound tại Bremerton, Washington để đại tu.
Sau khi quay trở lại Trân Châu Cảng vào ngày 14 tháng 1 năm 1944, Litchfield hộ tống một loạt các đoàn tàu vận tải đi Midway và Eniwetok. Hai lần ở gần Midway, nó cứu vớt các đội bay của những máy bay tuần tra bị rơi, và cứu hộ một thủy phi cơ Martin PBM Mariner vào ngày 8 tháng 8. Nó cũng thực hiện các cuộc huấn luyện tàu ngầm tại khu vực lân cận hai căn cứ này. Vào ngày 17 tháng 3 năm 1944, một nhiệm vụ hộ tống đã đưa nó đến Guam, điểm xa nhất trong suốt quá trình hoạt động tại khu vực Tây Thái Bình Dương. Đang khi hoạt động hộ tống và huấn luyện tại căn cứ tàu ngầm ở Guam vào ngày 31 tháng 3, nó được xếp lại lớp như một tàu phụ trợ, với ký  hiệu lườn mới AG-95. Kết thúc các nhiệm vụ này vào ngày 21 tháng 7, nó về đến San Diego vào ngày 9 tháng 8.
Một tuần sau, Ủy ban Giám sát khuyến cáo Litchfield nên được tháo dỡ. Đi đến Philadelphia, Pennsylvania vào tháng 10, nó được cho xuất biên chế vào ngày 5 tháng 11 năm 1944 và được rút khỏi danh sách Đăng bạ Hải quân vào ngày 28 tháng 11. Công việc tháo dỡ nó hoàn tất tại Xưởng hải quân Philadelphia vào ngày 29 tháng 3 năm 1946.